# ロミー・タラングル
ロミー・タラングル（ラテン語: Romy Tarangul、1987年10月19日 - ）はドイツのフランクフルト出身の女子柔道家。身長160cm。

## 来歴
2008年の北京オリンピックでは2回戦で日本の中村美里に敗れた。なお、この時期にPLAYBOY誌のドイツ版にヌードが掲載された。
2009年の世界選手権では3位となった。2012年のロンドンオリンピックでは2回戦で敗れた。2014年の世界団体では3位になった。

## 主な戦績
- 2003年 - ヨーロッパユースオリンピックフェスティバル　3位(48kg級)
- 2008年 - ブルガリア国際　優勝
- 2008年 - ヨーロッパ選手権　2位
- 2009年 - グランプリ・チュニス　3位
- 2009年 - グランドスラム・モスクワ　3位
- 2009年 - 世界選手権　3位
- 2010年 - ワールドマスターズ　5位
- 2010年 - グランドスラム・リオデジャネイロ　3位
- 2010年 - 世界選手権　5位
- 2010年 - グランドスラム・東京　5位
- 2011年 - ワールドカップ・マイアミ　優勝
- 2011年 - ワールドカップ・アピア　優勝
- 2011年 - グランドスラム・東京　5位
- 2012年 - ヨーロッパ選手権　3位
- 2013年 - ユニバーシアード　3位
- 2013年 - グランプリ・青島　2位
- 2014年 - ヨーロッパオープン・ソフィア　優勝
- 2014年 - グランプリ・サムスン　3位
- 2014年 - 世界団体　3位

(出典、JudoInside.com)